# Genna (maffiafamilie)
De familie Genna was een maffiafamilie in de Amerikaanse stad Chicago tijdens de drooglegging. Van 1921 tot 1925 werd de familie geleid door de gebroeders Genna, die bekendstonden als de Terrible Gennas (Nederlands: Verschrikkelijke Genna's). Ze opereerden vanuit Chicago's Little Italy en controleerden de Unione Siciliana. De familie ging uiteindelijk op in de Chicago Outfit.

## De gebroeders Genna
De Genna's waren de zes, uit Sicilië afkomstige, broers: Angelo "Bloody Angelo" Genna, Antonio "The Gentleman" Genna, Mike "The Devil" Genna, Peter Genna, Sam Genna en Vincenzo Genna. In 1919 begonnen de broers met dranksmokkel. Ze wisten een federale licentie te krijgen op het brouwen van industriële alcohol die ze vervolgens illegaal verkochten. Doordat ze tegen lage prijzen de alcohol buiten Chicago begonnen te verkopen, raakten ze verwikkeld in een strijd met de North Side Gang. De leider van de North Side Gang, Dean O'Banion stapte vervolgens naar Johnny Torrio van de Chicago Outfit en Mike Merlo van de Unione Siciliana met de vraag om de gebroeders Genna te verbieden buiten Chicago hun alcohol aan te bieden. Torrio en Merlo weigerden dit te doen waardoor de North Side Gang vervolgens vrachtwagens vol whiskey begon te stelen. Torrio gaf de Genna's vervolgens toestemming om O'Banion te laten vermoorden. Op 10 november 1924 schoten Frank Yale, John Scalise en Albert Anselmi O'Banion in zijn eigen bloemenwinkel dood.

## Bendeoorlog
Na de moord op O'Banion brak er een bendeoorlog uit in Chicago. De North Side Gang, nu onder leiding van George "Bugs" Moran, schoot Torrio als vergelding voor de moord op hun leider, neer voor zijn huis. Torrio vluchtte vervolgens naar Italië en maakte daarbij Al Capone de nieuwe leider van de Chicago Outfit. Daarop ging de North Side Gang achter de gebroeders Genna aan en op 27 mei 1925 schoot Moran, na een wilde achtervolging, Angelo Genna dood. Op 13 juni 1925 werd Mike Genna, na eerst een schotenwisseling met North Siders te hebben gehad, doodgeschoten door de politie. Als laatste werd Antonio Genna op 8 juli 1925 doodgeschoten na in een hinderlaag te zijn gelokt. De overige drie broers Jim, Sam en Pete verlieten vervolgens Chicago.

## Laatste dagen
Nadat de gebroeders Genna uit beeld waren geraakt, riepen de broers Joseph "Joe" Aiello, Salvatore "Sam" Aiello en Pietro "Peter" Aiello zichzelf uit tot de nieuwe leiders van de familie Genna. De gebroeders Aiello hadden goede banden met Salvatore Maranzano van de New Yorkse familie Bonanno en met de North Side Gang. De broers probeerden vervolgens Al Capone te vermoorden om Chicago compleet in hun handen te krijgen. Capone was ze echter voor en liet Giuseppe Aiello in 1930 vermoorden. Hierdoor kreeg de Chicago Outfit de complete Italiaanse georganiseerde misdaad in en rondom Chicago in handen.

## Familie Genna

### Belangrijke leden
- Antonio "Tony the Gentleman" Genna – vermoord op 8 juli 1925.
- Mike "Mike the Devil" Genna – vermoord op 13 juni 1925.
- Vincenzo "Jim" Genna
- Peter "Pete" Genna
- Sam Genna
- Mariano Zagone, hield zich vooral bezig met afpersingen – vermoord in mei 1909.
- Joseph "Diamond Joe" Esposito – vermoord op 21 maart 1928.

### Belangrijkste rivalen
- Chicago Maffia met zijn leider Rosario Dispenza. Na de moord op Dispenza veranderde de Chicago Maffia in de Chicago Outfit.
- Chicago Outfit met zijn opeenvolgende leiders James Colosimo, Johnny Torrio en Al Capone.
- North Side Gang met zijn opeenvolgende leiders Dean O'Banion en George Moran.
- Cardinelli Gang met zijn leider Sam Cardinelli.